# 도요오카촌 (오카야마현 미쓰군)
도요오카촌(豊岡村)은 오카야마현 미쓰군에 있던 촌이다. 현재의 가가군 기비추오정에 해당한다.

## 역사
- 1889년 6월 1일 - 정촌제 시행에 의해 쓰다카군 도요오카촌이 발족하였다.
- 1900년 4월 1일 - 군의 통합에 의해 미쓰군에 소속되었다.
- 1955년 3월 31일 - 오사다촌, 쓰가촌, 엔조촌, 니야마촌과 합병, 정으로 승격해 기비추오정이 신설하여 폐지되었다.

## 참고문헌
- 角川日本地名大辞典 33 岡山県
- 『市町村名変遷辞典』東京堂出版、1990年。